# Wereldkampioenschappen schaatsen afstanden 2013 - 1000 meter vrouwen
De 1000 meter vrouwen op de wereldkampioenschappen schaatsen afstanden 2013 werd gereden op zaterdag 23 maart 2013 in het ijsstadion Adler Arena in Sotsji, Rusland.
Er werd een open titelstrijd verwacht met Ireen Wüst, die eerder in het toernooi al twee keer goud won als een van de grote kanshebbers. Wüst zette redelijk vroeg in de wedstrijd een goede tijd neer waar alleen de Russin Olga Fatkoelina onder dook en daarmee verrassend wereldkampioene werd.

## Plaatsing
De regels van de ISU schrijven voor dat er maximaal 24 schaatssters zich plaatsen voor het WK op deze afstand. Geplaatst zijn de beste veertien schaatssters van het wereldbekerklassement, aangevuld met de tien tijdsnelsten waarbij alleen tijden gereden in de wereldbeker of op het wereldkampioenschap sprint meetellen. Achter deze 24 namen wordt op tijdsbasis nog een reservelijst van maximaal zes namen gemaakt.
Aangezien het aantal deelnemers per land beperkt is beperkt tot een maximum van drie, telt de vierde (en vijfde etc.) schaatsster per land niet mee voor het verloop van de ranglijst. Het is aan de nationale bonden te beslissen welke van hun schaatssters, mits op de lijst, naar het WK afstanden worden afgevaardigd.
Rusland had drie startplekken, maar startte maar met twee vrouwen. China had drie startplekken, maar er stond maar één Chinese aan de start en namens Zuid-Korea startte ook maar één vrouw waar er zich twee geplaatst hadden. Svetlana Radkevitsj en Anna Ringsred vulden twee van de vier vrijgekomen reserveplekken in en ook was er een rit minder dan oorspronkelijk gepland.

## Statistieken

### Uitslag
| #      | Naam                   | Land | Tijd    |
| ------ | ---------------------- | ---- | ------- |
| Goud   | Olga Fatkoelina        | RUS  | 1.15,44 |
| Zilver | Ireen Wüst             | NED  | 1.15,71 |
| Brons  | Brittany Bowe          | USA  | 1.15,87 |
| 4      | Christine Nesbitt      | CAN  | 1.16,02 |
| 5      | Karolína Erbanová      | CZE  | 1.16,09 |
| 6      | Heather Richardson     | USA  | 1.16,10 |
| 7      | Zhang Hong             | CHN  | 1.16,48 |
| 8      | Marrit Leenstra        | NED  | 1.16,67 |
| 9      | Jekaterina Ajdova      | KAZ  | 1.16,93 |
| 10     | Jekaterina Lobysjeva   | RUS  | 1.17,27 |
| 11     | Laurine van Riessen    | NED  | 1.17,49 |
| 12     | Monique Angermüller    | GER  | 1.17,51 |
| 13     | Kaylin Irvine          | CAN  | 1.17,60 |
| 14     | Miyako Sumiyoshi       | JPN  | 1.17,76 |
| 15     | Judith Hesse           | GER  | 1.18,00 |
| 16     | Nao Kodaira            | JPN  | 1.18,11 |
| 17     | Gabriele Hirschbichler | GER  | 1.18,51 |
| 18     | Anastasia Bucsis       | CAN  | 1.18,75 |
| 19     | Erina Kamiya           | JPN  | 1.19,31 |
| 20     | Park Seung-ju          | KOR  | 1.19,62 |
| 21     | Anna Ringsred          | USA  | 1.20,22 |
| 22     | Svetlana Radkevitsj    | BLR  | 1.20,79 |

### Loting
| Rit | Binnenbaan             | Buitenbaan           |
| --- | ---------------------- | -------------------- |
| 1   | Svetlana Radkevitsj    | Anna Ringsred        |
| 2   | Anastasia Bucsis       | Erina Kamiya         |
| 3   | Gabriele Hirschbichler | Park Seung-ju        |
| 4   | Kaylin Irvine          | Jekaterina Lobysjeva |
| 5   | Miyako Sumiyoshi       | Judith Hesse         |
| 6   | Ireen Wüst             | Nao Kodaira          |
| 7   | Jekaterina Ajdova      | Monique Angermüller  |
| 8   | Marrit Leenstra        | Laurine van Riessen  |
| 9   | Zhang Hong             | Olga Fatkoelina      |
| 10  | Heather Richardson     | Karolína Erbanová    |
| 11  | Brittany Bowe          | Christine Nesbitt    |

1996 · 
1997 · 
1998 · 
1999 · 
2000 · 
2001 · 
2003 · 
2004 · 
2005 · 
2007 · 
2008 · 
2009 · 
2011 · 
2012 · 
2013 · 
2015 · 
2016 · 
2017 · 
2019 · 
2020 · 
2021 · 
2023 · 
2024 · 
2025